# 預金封鎖
預金封鎖（よきんふうさ）とは、銀行預金などの金融資産の引き出しを封鎖すること。

## 概要
一定期間、銀行預金の引き出しを制限あるいは禁止することであり、政府による財政対策、あるいは犯罪対策などを理由に非常時の特例として行われるものである。個別の民間金融機関が信用不安などにより取り付け騒ぎとなった場合、預金の支払停止や臨時休業により問題を解決することがあるが、これを指して預金封鎖と呼ぶこともある。
国家レベルでハイパーインフレを招くほど財政が破綻した場合、市場に出回る通貨の流通量を制限し、インフレーションを金融政策で押さえる方法として実施される場合がある。その際通貨切替をして旧通貨を無効にし、市場通貨を金融機関に回収させる方法がとられることがある。この場合にも預金封鎖が行われる。いっぽうで慢性的な財政赤字であっても、アメリカのように基軸通貨国である場合は貨幣の価値が暴落してハイパーインフレや財政破綻に至ることがないため、行われない。

## 主な預金封鎖
- 1933年3月4日、アメリカ合衆国においてルーズベルト大統領がバンクホリデーを実施。ルーズベルトは国民に政策を説明し、銀行閉鎖を「バンク・ホリデー（銀行の休業日）」と形容した。3月9日に連邦議会へ提出された銀行法により、連邦準備銀行を通じて公認銀行への無制限貸付が可能となり、実質的に全預金が保証された。銀行が4日後に営業を再開したとき、外には人々が列を作っていたが、その多くは取り付け騒ぎではなく、逆に以前引き出した金を預け直そうとする人たちだった。一時預金封鎖法案によって、銀行に預けるほうがずっと安全になったからだった[4]。
- 1990年3月15日、ブラジルにおいて一定額を超える銀行預金の封鎖措置（コロールプラン）がとられた。
- 2001年12月、アルゼンチンにおいて同国内の銀行業務の停止措置がとられた。
- 2002年7月30日、ウルグアイにおいて同国内の銀行業務の停止措置がとられた。
- 2013年3月16日、キプロスにおいて預金への課税処置のため預金封鎖とともに、インターネット上での資金移動も制限されたため、ビットコインに資金が流入した[5]。

### 日本

#### 事例
日本では戦後物資や生産者が足りていない中で需要が旺盛になり、月4.9％・年58％という過度な物価上昇を招いていた。このため預金資産を封鎖凍結して評価し、過度な物価上昇を抑えるために行われた。
1946年（昭和21年）2月17日、第二次世界大戦後のインフレーションの中、幣原内閣において、緊急勅令として金融緊急措置令及び日本銀行券預入令が制定公布され、新円切替が施行されると同時に実施された。この封鎖は封鎖預金と呼ばれ、同8月11日には第一封鎖預金と金額が多い預金に対して第二封鎖預金に分けられた。引き出しが完全にできなくなるのではなく、預金者による出し通貨量の制限の範囲で引き出すことができた。第一封鎖預金は1948年（昭和23年）7月21日解除された。
また給与の一部は強制的に預金させられるなど、利用条件が設けられた。封鎖預金からの新円での引き出し可能な月額は、世帯主で300円、世帯員は1人各100円であった。1946年の国家公務員大卒初任給が540円であり、それを元に現在の貨幣価値に換算すると、世帯主が約12万円、世帯員が1人各4万円まで引き出せる。学校の授業料は旧円での支払いが認められていたが、生活費には新円を使うこととなった。
一方、預貯金を一人で何十口も持っている者や、複数銀行に分散して幾口も持っている者など相当数が脱法していたとの推測もなされていた。

#### 懸念
公平の名のもとに、国民の資産を把握し膨れ上がった国家の債務の解消のために預金封鎖がなされうることを副島隆彦が著書で指摘している。『文藝春秋』2002年12月号にて、1997年（平成9年）に当時の大蔵省内部で預金封鎖の検討が行われた旨の記事が掲載された。『週刊朝日』2020年7月17日号にて、準備預金制度の準備率を上限の20%まで引き上げることにより民間金融機関が日銀に預けている超過準備部分を含む準備預金を事実上固定化したり、準備預金利率をマイナスにすることで日銀債務（準備預金）の事実上の棒引きを行い政府債務処理の原資にするといった、小黒一正のシミュレーションと懸念が掲載された。
2015年2月16日、NHKの報道番組「ニュースウオッチ9」にて「『預金封鎖』もうひとつのねらい」という特集が組まれ、預金封鎖が実施された当時の大蔵大臣である渋沢敬三による「国の負担を、国民に転嫁する意図」について報道された。

### アルゼンチン
1998年秋にブラジルは自国通貨のレアルの切り下げを行ったが、アルゼンチンは自国通貨であるペソのレートを維持した。その結果、ブラジルから大量の繊維製品が輸入されるようになり、アルゼンチンの国内産業に大きな打撃を与え、経済への不安からアルゼンチン国内では預金をドルへ替える動きが加速した。
その対策として、2001年12月にアルゼンチン政府は預金口座から引き出し可能な金額を週250ドル、海外への送金を月1,000ドルに制限する預金封鎖に踏み切った。

### キプロス
2010年代に発生したギリシャ危機を受けて、損失が拡大した銀行部門の救済のため、キプロス国内の全預金者に損失負担（ベイルイン）を求める政策がとられた。その際、銀行への取り付け騒ぎが発生することをおそれたキプロス政府が全面的な銀行の預金封鎖を行った。
最終的には、10万ユーロ（約1,300万円）未満の預金全額保護と2大銀行の10万ユーロ超の預金カットで決着した。銀行の営業は再開したが、預金の引き出し制限や定期預金の満期前解約の制限などの資本規制が行われた。